# آلمان در سال ۱۹۴۶
رویدادهایی که در سال ۱۹۴۶ در آلمان به وقوع پیوست.

## حوادث
- ادغام حزب کمونیست آلمان(به آلمانی:Kommunistische Partei Deutschlands) و حزب سوسیال دموکرات(به آلمانی:Sozialdemokratische Partei Deutschlands): به حزب اتحاد سوسیالیستی آلمان

## تولدها
- ۱۷مارس - ژرژ جی. اف. کوهلر, زیست‌شناس (درگذشت ۱۹۹۵)
- ۹مه - درافی دویچر, خواننده (درگذشت ۲۰۰۶)
- ۱۴مه - المار بروک, سیاستمدار
- ۱۷مارس - اودو لیندنبرگ, خواننده
- ۲۶ژوئن - ماریا فون ولسر, روزنامه نگار
- ۱ژوئیه - استفان آوست, روزنامه نگار
- ۲۰اوت - هنریک مودست برودر, روزنامه نگار
- ۱۴دسامبر - روت فوچس, ورزشکار

## درگذشت‌ها
- ۸فوریه - فلیکس هافمن شیمیدان آلمانی (متولد ۱۸۶۸)
- ۱۰فوریه -ادوارد فرسنیوس, کارآفرین (متولد ۱۸۷۴)
- ۱۶مارس - برونو تش, شیمیدان و کارآفرین (متولد ۱۸۹۰)
- ۶ژوئن - گرهارد هاوپتمان نمایشنامه‌نویس آلمانی (متولد ۱۸۶۲)
- ۶سپتامبر -آلفرد کورته, واژه‌شناس (متولد ۱۸۶۶)